# Улица Бергенас
Улица Бе́ргенас (латыш. Bergenas iela) — улица в Северном районе Риги, в историческом районе Межапаркс. Пролегает в северо-западном направлении, от проспекта Висбияс до перекрёстка с проспектом Межа. Общая длина улицы — 399 метров.
Улица Бергенас на всём протяжении покрыта асфальтом, движение двустороннее. Общественный транспорт по улице не курсирует, но на проспекте Межа есть остановка «Bergenas iela».

## История
Впервые упоминается в 1911 году под своим нынешним названием (рус. Бергенская улица, нем. Bergensche Straße; как вариант латыш. Berģenes iela) — в честь норвежского города Берген (многие улицы этого района названы в честь городов Ганзейского союза).
В 1950 году была переименована в улицу Белинского (латыш. Belinska iela). В 1990 году историческое название улицы было восстановлено.

## Застройка и достопримечательности
Улица Бергенас застроена частными особняками, преимущественно первой половины XX века, 4 из которых признаны памятниками архитектуры:
- Дом 1/3 (архитектор Б. Биленштейн, 1929) — памятник архитектуры государственного значения[6].
- Дом 2 (архитектор И. Бланкенбургс[латыш.], 1928) — памятник архитектуры местного значения.
- Дом 6 (архитектор Т. Хермановский[латыш.], 1932) — памятник архитектуры местного значения[7].
- Дом 8 (архитектор Т. Хермановский, 1928) — памятник архитектуры местного значения.

## Прилегающие улицы
Улица Бергенас пересекается со следующими улицами:
- проспект Висбияс
- проспект Сигулдас
- проспект Межа